# Google Checkout
Google Checkout – oferowany przez Google system pośrednictwa w płatnościach on-line. Usługa jako jedna z nielicznych pojawiła się od razu w pełnej wersji.
W roku 2011 większość funkcji Google Checkout przejął Google Wallet.
20 listopada 2013 r. Google zakończył swój projekt Checkout. Od tej pory produkt nie jest już wspierany przez Google.

## Zasady działania
W ramach konta Google przechowywane są dane dotyczące karty kredytowej lub debetowej oraz dane do przesyłki, co pozwala użytkownikom dokonywać zakupów jednym kliknięciem w sklepach obsługujących tę formę płatności.